# Hubert Pallhuber
Hubert Pallhuber (Bruneck, 17 september 1965) is een voormalig Italiaans mountainbiker. Hij vertegenwoordigde zijn vaderland bij de Olympische Spelen van 2000 in Sydney. Daar eindigde Pallhuber op de 31ste plaats in de eindrangschikking van het onderdeel cross country. 
Pallhuber is de oudere broer van biatleten Wilfried (1967) en Siegrid Pallhuber (1971), die beiden eveneens uitkwamen op de Olympische Spelen namens Italië. Zijn grootste succes was het winnen van de wereldtitel in 1997 in Château-d'Œx.

## Erelijst

### Mountainbike
| Seizoen | Wereldbeker | Kampioenschappen | Overige | Totaal aantal zeges |
| ------- | ----------- | ---------------- | ------- | ------------------- |
| 1995    |             |                  |         | 0                   |
| 1996    |             |                  |         | 0                   |
| 1997    |             | WK               |         | 1                   |
| 1998    | Conyers     |                  |         | 1                   |
| 1999    |             |                  |         | 0                   |
| 2000    |             |                  |         | 0                   |
| 2001    |             |                  |         | 0                   |